# NAT64

NAT64 and DNS64.

NAT64 es un mecanismo que permite a hosts IPv6 comunicarse con servidores IPv4. El servidor NAT64 dispone de al menos una dirección IPv4 y un segmento de red IPv6 de 32-bits (por ejemplo 64:ff9b::/96, véase RFC 6052, RFC 6146). El cliente IPv6 construye la dirección IPv6 destino utilizando el rango anterior de 96 bits más los 32 bits de la dirección IPv4 con la que desea comunicarse, enviando los paquetes a la dirección resultante. El servidor NAT64 crea entonces un mapeo de NAT entre la dirección IPv6 y la dirección IPv4, permitiendo la comunicación.

## Principio de funcionamiento
Un entorno de NAT64 simplista puede verse como un dispositivo de red (un router, por ejemplo) con al menos dos interfaces. Uno de los interfaces está conectado a la red IPv4, y el otro a la red IPv6. La red estará configurada de modo que los paquetes de la red IPv6 a la red IPv4 son encaminados a través de este router. El router realizará todas las traducciones necesarias para transferir paquetes de la red IPv6 a la red IPv4, y viceversa.
La traducción no es simétrica, dado que el espacio de direcciones IPv6 es mucho mayor que el de direcciones IPv4 (compara: 2128 en IPv6 y 232 en IPv4), por lo que no es posible una traducción una-una. Para poder llevar a cabo la traducción, el equipo NAT64 debe mantener un mapeo de direcciones IPv6 a IPv4 (es decir, mantiene estado). Este tipo de mapeo de direcciones se configura estáticamente por los administradores del sistema o, habitualmente, se crea automáticamente cuando llega el primer paquete IPv6 al servidor NAT64. Después de que se haya creado este flujo, los paquetes pueden pasar en ambas direcciones.
En general, NAT64 está diseñado para usarse cuando las comunicaciones son iniciadas por los hosts IPv6. Pero también existen algunos mecanismos, (tales como mapeos estáticos de direcciones) para permitir lo contrario.